# Arturs Neikšāns
Arturs Neikšāns (Valka, 16 de març de 1983) és un jugador d'escacs letó, que té el títol de Gran Mestre des de 2012. El 2012 la FIDE li va atorgar el títol de FIDE Trainer, el segon màxim títol d'entrenador internacional.
A la llista d'Elo de la FIDE del desembre de 2021, hi tenia un Elo de 2571 punts, cosa que en feia el jugador número 2 (en actiu) de Letònia. El seu màxim Elo va ser de 2602 punts, a la llista del novembre de 2015 (posició 228 al rànquing mundial).

## Resultats destacats en competició
Ha estat campió de Letònia tres vegades, els anys 1999, 2011, i 2015. També ha estat campió local de dues ciutats diferents: Valka el 1998 i Jelgava el 1999. Va guanyar el campionat juvenil del Bàltic a Tallinn el 2001 el mateix any que obtingué el títol de Mestre Internacional i el torneig Memorial Aivars Gipslis celebrat a Riga el 2002.
El 2010 va compartir el 3r lloc al XV obert de Balaguer.

### Participació en competicions per equips
Arturs Neikšāns ha participat, representat Letònia, a les següents olimpíades d'escacs:
- El 2000, al primer tauler suplent a la 34a Olimpíada a Istanbul (+5 −3 =2);
- El 2006, al primer tauler suplent a la 37a Olimpíada a Torí (+3 −1 =1);
- El 2012, al tercer tauler a la 40a Olimpíada a Istanbul (+3 −3 =3);[11]
- El 2014, al tercer tauler a la 41a Olimpíada a Tromsø (+3 −2 =5).

Arturs Neikšāns també ha representat Letònia al Campionat d'Europa d'escacs per equips:
- El 1999, al quart tauler a Batumi (+2 −3 =4);
- El 2011, al tercer tauler a Porto Carras (+5 −2 =2).[13]